# Milankovic (cráter lunar)

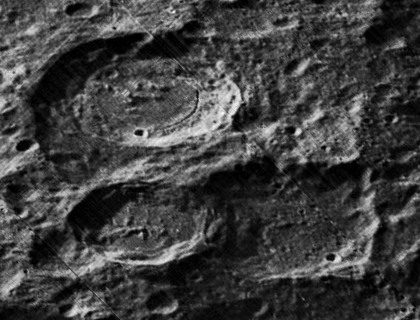
Vista oblicua de Karpinskiy (arriba izquierda), Ricco (abajo izquierda), y Milankovič (abajo derecha), desde el Lunar Orbiter 5.

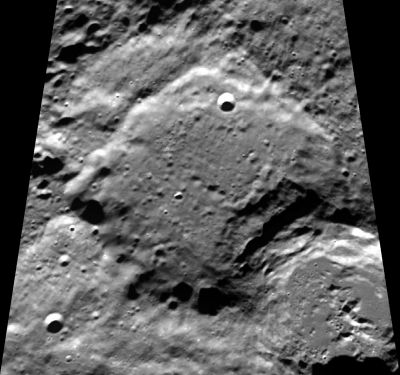
Fotografía de la misión Clementine (1994)

Milanković es un cráter de impacto que se encuentra en latitudes altas del norte de la cara oculta de la Luna. La superposición del borde sudeste se produce por el más pequeño pero más marcadamente definido cráter Ricco. Justo al sur se halla Karpinskiy, y al norte aparece el prominente cráter Plaskett.
|  |

Se trata de un cráter desgastado y erosionado, con un borde exterior distorsionado. En el cuadrante noroeste del interior del cráter se halla lo que parece ser un borde doble. El brocal externo es de forma circular, pero poco profundo. El borde interior forma aterrazamientos algo lineales que se extienden desde el norte hasta el lado oeste. El resto del contorno es redondeado pero irregular. Las rampas exteriores de Ricco cubren el sector sureste del suelo de Milanković. El resto del suelo es relativamente plano, con solo algunas colinas bajas cerca del punto medio.

## Cráteres satélite
Por convención estos elementos son identificados en los mapas lunares poniendo la letra en el lado del punto medio del cráter que están más cerca de Milanković.
|            | \| Milankovič \| Coordenadas \| Diámetro \| \| ---------- \| ------------------------------- \| -------- \| \| E \| 78°00′N 177°12′O / 78.0, -177.2 \| 46 km \| |          |
| Milankovič | Coordenadas | Diámetro |
| E          | 78°00′N 177°12′O / 78.0, -177.2 | 46 km    |